# Plecia intricata
Plecia intricata är en tvåvingeart som beskrevs av Hardy 1968. Plecia intricata ingår i släktet Plecia och familjen hårmyggor. Inga underarter finns listade i Catalogue of Life.